# 第56艦隊兵站支援飛行隊 (アメリカ海軍)
第56艦隊兵站支援飛行隊（だい56かんたいへいたんしえんひこうたい、英: Fleet Logistics Support Squadron 56、略称：VR-56）は、アメリカ海軍艦隊兵站支援航空団隷下の輸送機部隊。愛称はグローブマスターズ（英: Globemasters）。1976年7月1日にバージニア州ノーフォーク海軍基地で編成され、航空機による高優先度貨物輸送を担っている。バージニア州オシアナ海軍航空基地に所在し、輸送機としてC-40Aを運用する。なお、アメリカ海軍の予備役飛行隊になっている。

## 歴代運用機
- 輸送機
  - C-9B
  - C-40A